# Ladislav Pavlovič
Ladislav Pavlovič est un footballeur tchécoslovaque, né le 8 avril 1926 à Prešov, en Slovaquie actuelle et décédé dans la même ville le 28 janvier 2013.

## Biographie
En tant qu’attaquant, il fut international tchécoslovaque à 14 reprises pour 2 buts.
Il participa à l’Euro 1960. Tout d’abord, il inscrit un but en éliminatoires contre l’Irlande (4-0). Pour la phase finale, il ne joue pas contre l’URSS (0-3) en demi - finale.
Il joue le match de classement contre la France, en tant que titulaire. Il inscrit à la 88e minute le deuxième but du match, après avoir dérobé le ballon à Michel Stievenard et remonté tout le terrain depuis la ligne médiane (2-0). La Tchécoslovaquie remporte la troisième place.
En club, il joua la quasi-totalité de sa carrière au 1.FC Tatran Prešov, sauf une année au ČH Bratislava.

## Clubs
- 1.FC Tatran Prešov
- ČH Bratislava